# Bloomfield, Iowa
Bloomfield là một thành phố thuộc quận Davis, tiểu bang Iowa, Hoa Kỳ. Năm 2010, dân số của thành phố này là 2640 người.

## Dân số
Dân số qua các năm:
- Năm 2000: 2601 người.
- Năm 2010: 2640 người.